# Cimetière américain de Flandre
Le cimetière américain de Flandre (en anglais : Flanders Field American Cemetery and Memorial) est un cimetière militaire américain de la Première Guerre mondiale, situé au sud-est de Waregem en Belgique. Il s'agit de l'unique cimetière américain de la Première Guerre mondiale en Belgique et 441 soldats y reposent (nombre d'entre eux appartenant à la 91e division d'infanterie, tombés lors des derniers jours de la campagne d'Ypres-Lys en 1918). Il est géré par l'American Battle Monuments Commission et a une superficie de 2,4 hectares. Barack Obama a visité le cimetière le 26 mars 2014.